# RRR (Film)
RRR (englisch Rise Roar Revolt oder RRR) ist ein indischer Actionfilm von S. S. Rajamouli aus dem Jahr 2022. In Deutschland kam der Film am 25. März 2022 in die Kinos.

## Handlung
1920 herrscht das Vereinigte Königreich als Kolonialmacht in Indien. Gouverneur Scott Buxton gilt als besonders gewalttätig. Er und seine Frau, Catherine, besuchen ein Dorf in einem Wald in Adilabad. Malli bemalt die Hand von Catherine und singt dabei. Catherine gefallen die kunstvollen Fertigkeiten von Malli derart, dass sie Malli zu sich nach Hause entführen lässt. Komaram Bheem macht sich auf den Weg nach Delhi, um Malli zurückzuholen.
Scott wird vor Bheems Mission gewarnt. Er sucht Freiwillige, die Bheem festnehmen, ohne genau zu wissen, wer er ist und wie er aussieht. Offizier Alluri Sitarama Raju meldet sich dafür, mit dem Ziel, zum Sonderoffizier ernannt zu werden. Als ein Junge wegen eines Zugunglücks in Gefahr gerät, treffen sich Bheem und Raju und retten den Jungen. Sie freunden sich an und verschweigen ihre wahre Identität. Bheem sieht, wie Scotts Nichte, Jenny, bei einem Konflikt Gerechtigkeit gegenüber Indern einfordert. Bheem will sie kennenlernen und Raju hilft ihm dabei, weil er Englisch sprechen kann. Bheem erfährt über Jenny, dass Malli im Palast des Gouverneurs ist. Als Raju einen Freund von Bheem foltert, um an Informationen zu gelangen, wird er von einer giftigen Schlange gebissen. Bheem entdeckt Raju und bereitet ihm das Gegengift zu. Dabei offenbart er seine Identität. Bheem will nun mit seinen Freunden und wilden Tieren in den Palast einbrechen, um Malli zu befreien. Raju kämpft dabei gegen Bheem. Bheem ergibt sich, als Scott damit droht, Malli umzubringen.
In einem Rückblick erfährt man, dass Raju der Sohn eines Widerstandskämpfers ist und seinem Vater versprochen hat, der Rebellion Waffen zur Verfügung zu stellen. Nach seiner Beförderung hat er Zugriff auf das Waffenlager der Briten. Zur weiteren Belohnung darf Raju Bheem öffentlich auspeitschen. Bheem weigert sich dabei zu knien. Aufgebracht verlangt Scott die Erhängung von Bheem. Raju schlägt vor, dies außerhalb der Stadt zu machen. Er hat sich nämlich umentschieden und will Bheem und Malli befreien. Bei der Befreiungsaktion erschießt Raju einen Offizier, um Malli zu retten. Bheem denkt, dass Raju ihn erschießen wollte, und schlägt Raju nieder. Bheem und Malli entkommen. Raju wird festgenommen.
Bheem lernt Sita kennen, die Verlobte von Raju. Dabei erfährt er von Rajus wahren Plänen. Er geht zum Gefängnis, um Raju zu befreien, der aber so angeschlagen ist, dass Bheem Raju auf seinen Schultern tragen muss. Dabei kann Raju beim Kämpfen noch mithelfen. Zusammen greifen sie den Palast an, indem sie ein brennendes Motorrad in einen Raum voll TNT steuern. Der gesamte Palast wird zerstört. Catherine und Scott sterben.
Bheem kommt zu Jenny und Raju zu Sita zurück. Raju bringt den Rebellen in seinem Dorf Waffen und Malli kann wieder nach Hause zu ihrer Mutter.

## Hintergrund
RRR war zunächst nur der Arbeitstitel für den Film. Damit sollte gekennzeichnet werden, dass der Regisseur S. S. Rajamouli mit den Schauspielern Rama Rao und Ram Charan zusammenarbeitet. Im Film steht RRR schließlich für „Rise Roar Revolt“ (dt. Aufsteigen, Brüllen, Rebellieren).
Der Film hatte ein Budget von 550 Crores Indischen Rupien. Dies entspricht 72 Millionen US-Dollar. Damit gehört er zu den teuersten Filmen aus Indien.
Die Namen der Protagonisten basieren auf damaligen Revolutionsführern gegen die britische Kolonialregierung.

## Veröffentlichung
Der Film kam in den meisten Ländern am 25. März 2022 in die Kinos. In Deutschland wurde die Hindi-Sprachversion mit Untertiteln veröffentlicht.

## Rezeption
RRR hat bei Rotten Tomatoes eine Zustimmungsrate von 90 Prozent. Der Film habe alles Mögliche aus der 187-minütigen Spielzeit herausgeholt.
Simon Abrams auf RogerEbert.com weist darauf hin, dass der Film hinsichtlich nationalistischer Tendenzen in Indien kritisch zu betrachten sei. Trotzdem sei der Film sehenswert und überzeuge durch die technischen Innovationen.

## Auszeichnungen
Im Jahr 2022 gewann RRR in den USA unter anderem den Saturn Award für den besten internationalen Film sowie den Regiepreis des New York Film Critics Circle.
Der Song Naatu Naatu wurde bei den Golden Globe Awards 2023 und den Critics’ Choice Movie Award 2023 in der Kategorie Bester Filmsong ausgezeichnet. Naatu Naatu wurde außerdem als Bester Song mit dem Oscar 2023 ausgezeichnet.